# 蠢婊子攝影套裝
“愚蠢的被宠坏的妓女视频套装”是美国动画电视连续剧《南方公园》第八季的第十二集。该系列的第 123 集，最初于 2004 年 12 月 1 日在美国喜剧中心播出。本集由剧集共同创作者特雷·帕克和马特·斯通编剧和导演。这一集模仿了帕丽斯·希尔顿和名人制作的性爱录像带。
在这一集中，四年级女孩（温蒂除外）崇拜富有、著名、被宠坏的社交名媛帕丽斯·希尔顿，她们中的许多人拥有希尔顿全新的玩具套装，配有摄像机、夜视滤镜、游戏币和丢失的手机。奴隶先生对南方公园年轻女孩的堕落影响深感不安，因此向她提出“妓女”的挑战。

## 劇情
一群人聚集在一起观看帕丽斯·希尔顿 (Paris Hilton) 在当地购物中心露面，她在那里宣布一家名为“蠢婊子”的商店开业。温迪对这家商店如何公然物化女性感到震惊，而她的朋友们却拥抱这家商店。后来，在朋友家，温蒂遇到了愚蠢的被宠坏的妓女视频玩具套装。温迪惊恐地离开，留下她的朋友们重新制作希尔顿的性爱录像带。与此同时，希尔顿的狗小叮当自杀以逃避成为她宠物的痛苦。在悲伤的痛苦中，她看到了巴特斯，并选择他作为她的替代宠物，给他穿上熊装并称他为“比格斯先生”。
温蒂带着她的父亲来到愚蠢的被宠坏的妓女商店调查此事。虽然他最初感到震惊，但过度性欲的女性很快就操纵他接受了这家商店。贝蓓宣布在她家举办一个愚蠢的被宠坏的妓女派对，拒绝邀请温蒂。与此同时，巴特斯将希尔顿介绍给他的父母。她给他们 200 美元 百万给巴特斯，巴特斯不喜欢这个主意，但他的父母坚持要单独讨论。他们指示巴特斯接受希尔顿提出的留下来的提议，并建议他尝试采煤，但他没有成功。在她的豪华轿车里看到一本相册后，他惊恐地发现她以前的所有宠物都自杀了。
当乔装的卡特曼被拒绝参加派对时，温蒂寻求奴隶先生的帮助，试图变得像所有其他女孩一样。在向温蒂解释说妓女是学不会的后，他冲上去破坏了贝贝的聚会。巴特斯从希尔顿的囚禁中逃脱，并跑进了派对。希尔顿及时出现，正好听到奴隶先生告诉所有女孩，当妓女并不愉快，她是一个无名小卒。然后两人争论谁是更大的妓女，最终希尔顿向奴隶先生挑战妓女，他通过将她塞进他的肛门而获胜。奴隶先生随后批评父母没有意识到做妓女“应该是一件坏事”，告诉他们要成为女儿更好的榜样。尽管巴特斯很高兴逃离希尔顿，但他现在必须面对父母的愤怒。在奴隶先生的结肠内，希尔顿遇到了青蛙王，青蛙王指示她去小肠，在那里她会遇到麻雀王子，麻雀王子可以引导她找到鲶鱼 ，后者将帮助她逃脱。

## 回复
2005 年，帕丽斯·希尔顿对这一集的反应是：“我没看过，但当人们模仿你时，这就像是最讨人喜欢的事情，所以无论人们说什么，我都会一笑置之。这对我来说无关紧要。” 对此，南方公园的共同创作者马特·斯通回应说：“这表明她有多操蛋。太糟糕了，她受宠若惊。” 在她 2023 年出版的书《巴黎：回忆录》中，希尔顿表示她看了这一集，并对她的刻画感到受伤。在回应斯通的评论时，她描述说她对这一集的最初反应是“沉默的红地毯反应”，写道，“我不想看他的卡通片，内容是关于我的狗被枪杀和我咳出精液——这证明了我他妈的。” 
英国报纸《卫报》将本集评为 2000 年代十大剧集之一。 

## 发布
2006年8月29日, “蠢婊子攝影套裝”连同南方公园'季的其他 13 集以三碟 DVD 的形式在美国发行。该集包括系列共同创作者特雷·帕克和马特·斯通对每一集的简短音频评论。 这一集还发行了两张 DVD 套装，名为 一小盒黄油。 